# Zwarte bospatrijs
De zwarte bospatrijs (Melanoperdix niger) is een vogel uit de familie fazantachtigen (Phasianidae). De wetenschappelijke naam van de soort is voor het eerst geldig gepubliceerd in 1829 door Nicholas Aylward Vigors. Het is een kwetsbare vogelsoort in Malakka, Sumatra en Borneo.

## Kenmerken
De vogel is 24 tot 27 cm lang. Het mannetje is geheel zwart en het vrouwtje is kastanjebruin, op de keel en buik iets lichter bruin. Beide geslachten hebben een korte, stevige snavel en grijze poten.

## Verspreiding en leefgebied
De soort telt twee ondersoorten:
- M. n. niger: Malakka en Sumatra.
- M. n. borneensis: Borneo.

Op Malakka bestaat het leefgebied uit primair regenwoud in laagland, of aangetast natuurlijk bos met een gesloten kroonlaag op alluviale bodems. Op Borneo komt de vogel ook voor in hellingbos tot 900 en wellicht 1200 m boven zeeniveau voor.

## Status
De grootte van de populatie werd in 2016 door BirdLife International geschat op 10 tot 20 duizend volwassen individuen en de populatie-aantallen nemen af door grootschalig habitatverlies, ook in formeel beschermde gebieden. Het leefgebied wordt aangetast door ontbossing waarbij natuurlijk bos wordt gekapt en omgezet in plantages van onder andere oliepalmen. Om deze redenen staat deze soort als kwetsbaar op de Rode Lijst van de IUCN.

## Afbeeldingen

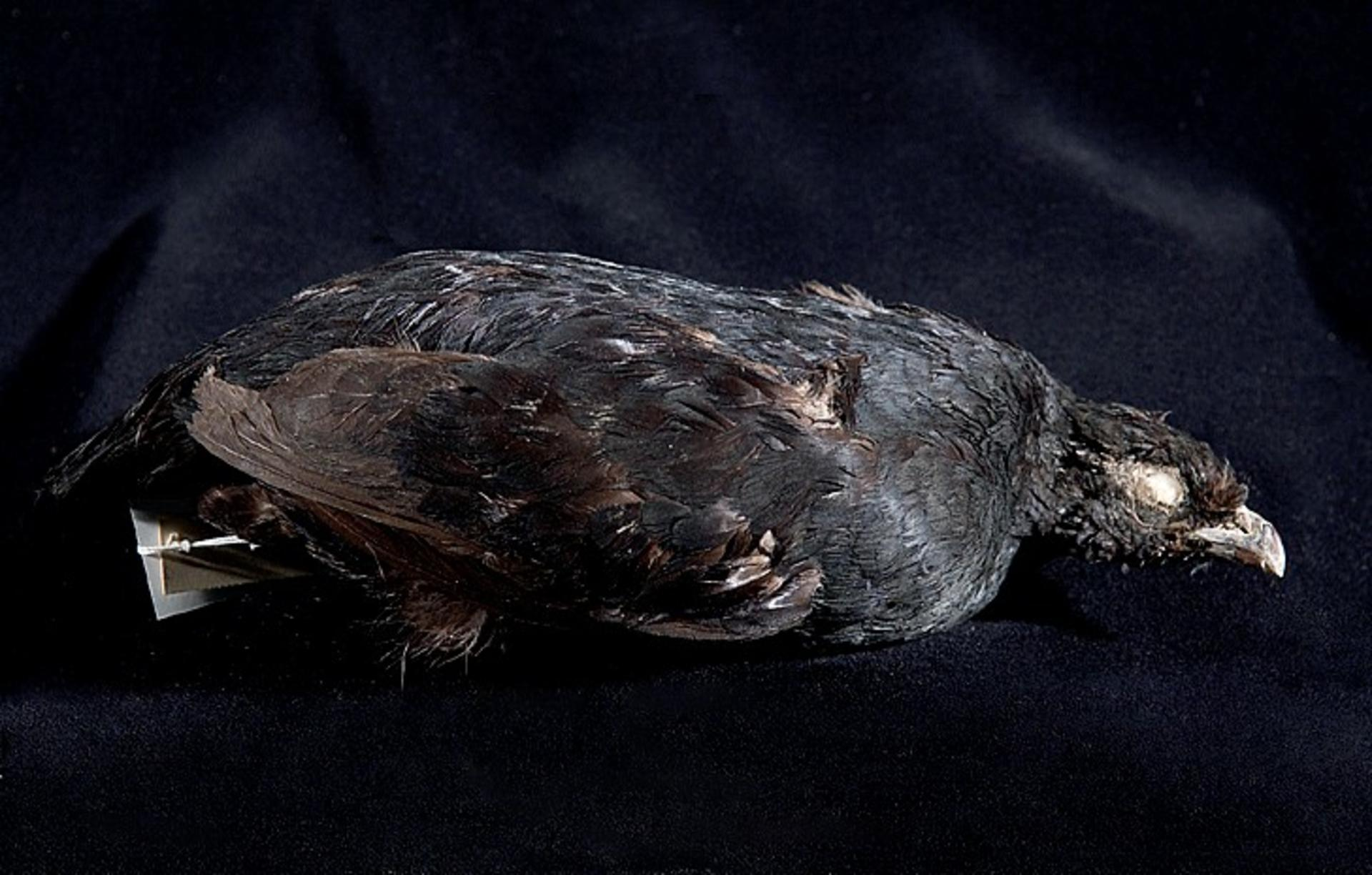
Balg uit de collectie van het ZMA.